# Ramon
Ramon (Bayan ng Ramon) är en kommun i Filippinerna. Kommunen ligger på ön Luzon och tillhör provinsen Isabela. Folkmängden uppgår till 41 441 invånare.

## Barangayer
Ramon delas in i 19 barangayer.
| - Ambatali - Bantug - Bugallon Norte - Burgos - Nagbacalan - Oscariz - Pabil - Pagrang-ayan - Planas - Purok ni Bulan | - Raniag - San Antonio - San Miguel - San Sebastian - Villa Beltran - Villa Carmen - Villa Marcos - General Aguinaldo - Bugallon Proper (Pob.) |